# ラウラウ

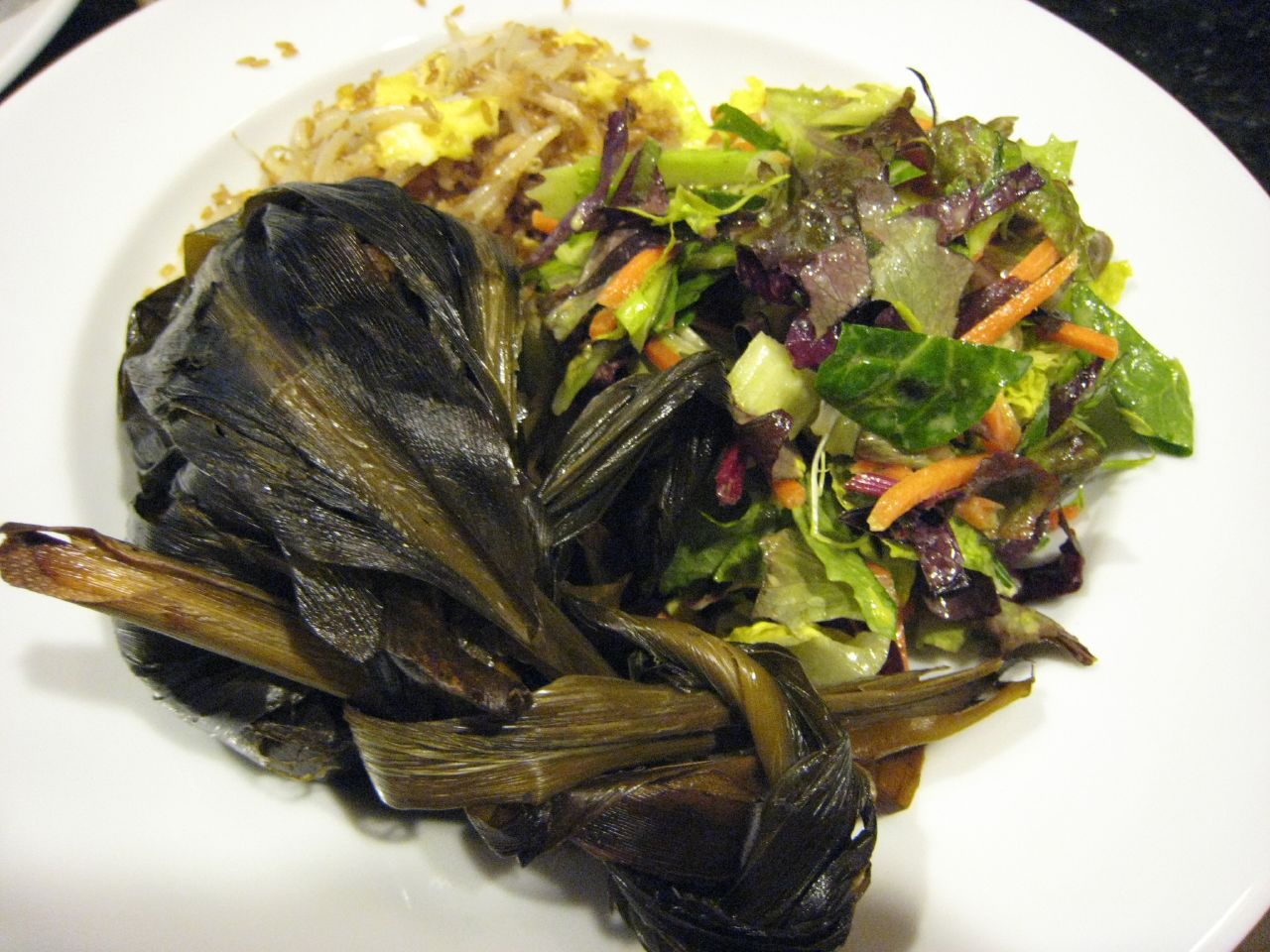
ラウラウ

ラウラウ (Laulau) は、タロイモとティの葉で包まれた蒸し焼き料理で、ハワイの郷土料理である。

## 概要
タロイモの葉の中央に肉（豚肉や鶏肉など）や魚の小片を乗せ、葉の端を葉の中に折り込んで、その上からティの葉で包む。伝統的にはさらにバナナの葉で包まれ、イムと呼ばれる地中のオーブンで、熱い石と一緒に地中に埋めて調理される。食用となるのは肉とタロイモの葉であり、香り付けや調理のための包装であるティやバナナの葉は食べられない。現在では普通の蒸し器で作られることがほとんどで、バナナの葉ではなくアルミホイルで包んで調理されることが多い。
ライスやマカロニサラダとともに、プレートランチとしても提供される。

## その他
ポリネシアのよく似た料理として、牛肉を用いたトンガの "lapulu" や、魚、ウナギ、エビ等を用いたサモアの "palusami", "fai'ai" 等がある。